# توم ميلر (لاعب كرة قدم)
توم ميلر (بالإنجليزية: Tom Miller)‏ هو لاعب كرة قدم بريطاني في مركز الدفاع، ولد في 29 يونيو 1990 في إيلي في المملكة المتحدة. لعب مع نادي بريتشين سيتي ونادي دوندالك ونادي رينجرز ونادي كارلايل يونايتد ونادي لينكولن سيتي ونيوبورت كونتي.

## وصلات خارجية
- توم ميلر (لاعب كرة قدم) على موقع قاعدة بيانات كرة القدم.إي يو (الإنجليزية)
- توم ميلر (لاعب كرة قدم) على موقع Soccerbase.com (لاعب) (الإنجليزية)
- توم ميلر (لاعب كرة قدم) على موقع Soccerway.com (الإنجليزية)